# Marty Friedman
Martin Adam „Marty“ Friedman (* 8. Dezember 1962 in Washington, D.C.) ist ein US-amerikanischer Gitarrist. Er war unter anderem Lead-Gitarrist der Thrash-Metal-Band Megadeth.

## Biografie
Marty Friedman spielte anfangs bei Vixen (nicht zu verwechseln mit der gleichnamigen Frauenband) und der Nachfolgeband Hawaii. Im Jahr 1986 gründete er zusammen mit Jason Becker die Band Cacophony. Sie brachten zwei Alben auf den Markt, Go Off! und Speed Metal Symphony, die bis heute Meilensteine der Gitarrenwelt darstellen.
Nachdem Cacophony 1989 auseinanderbrach, stellte sich Marty Friedman nach einem Tipp seines Freundes Jeff Loomis bei der Thrash-Metal-Band Megadeth vor. Friedmans Audition kann man sich auf der DVD Arsenal of Megadeth anschauen. Das erste Album zusammen mit Megadeth war Rust in Peace, das Platinstatus in den Vereinigten Staaten erreichte. Stilistisch gesehen führte Friedman als Leadgitarrist sein Spiel aus der Zeit mit Cacophony fort und bettete es in die Musik von Megadeth ein. Im Juli 1992 brachte Megadeth das Album Countdown to Extinction in die Läden, was bis dato das kommerziell erfolgreichste Album der Band wurde und Doppel-Platin bekam. Friedman spielte auf dem nachfolgenden Album Youthanasia, sowie auf Cryptic Writings und Risk mit. Nach fünf Studioalben, unzähligen Konzerten und etlichen Tourneen verließ Friedman die Band im Dezember 1999. In der Zeit mit Friedman verkauften Megadeth über zehn Millionen Einheiten. Zugleich wird das Line-up mit Friedman an der Gitarre als stabilste Besetzung der Bandgeschichte angesehen.
Derzeit wohnt Marty Friedman in Shinjuku, Tokio, Japan und ist von seiner Ex-Frau Chihiro geschieden. Er moderierte von 2006 bis 2007 auf TV Tokyo mit Rock Fujiyama eine eigene Fernsehshow, war 2005 reguläres Mitglied der Sendung Hebimeta-san und tritt auch regelmäßig in anderen Sendungen auf. Zudem komponierte er das Stück Kirei na Senritsu von Kotoko.

## Stil
Marty Friedman ist für seine Improvisationen und seine Mischung aus westlichem Tonmaterial und asiatisch klingender Phrasierung bekannt. Sein Melodiespiel ist eher Akkord- als Skalen-orientiert. Sein Anschlag ist sehr unkonventionell und er bevorzugt Upstrokes, von unten nach oben ausgeführte Anschläge.

## Diskografie

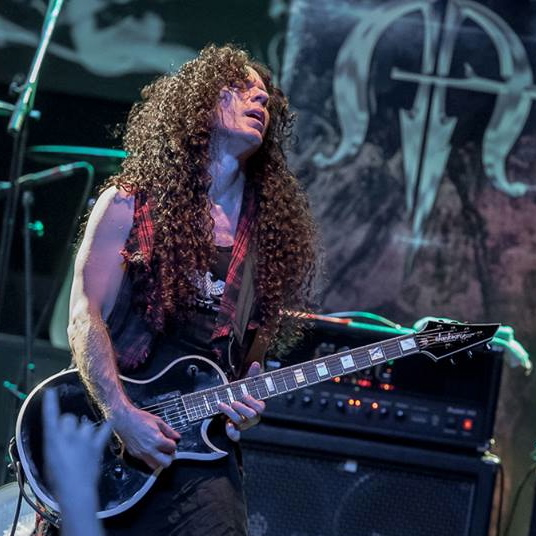
Friedman 2016

### Vixen
| Veröffentlichung | Titel               | Plattenfirma |
| 1983             | Made in Hawaii (EP) | Azra Records |

### Hawaii
| Veröffentlichung | Titel                     | Plattenfirma     |
| 1983             | One Nation Underground    | Shrapnel Records |
| 1984             | Loud, Wild and Heavy (EP) | Important        |
| 1985             | The Natives Are Restless  | Steamhammer      |

### Cacophony
| Veröffentlichung | Titel                | Plattenfirma     |
| 1987             | Speed Metal Symphony | Shrapnel Records |
| 1988             | Go Off!              | Shrapnel Records |

### Megadeth
| Veröffentlichung   | Titel                                        | Plattenfirma    |
| 24. September 1990 | Rust in Peace                                | Capitol Records |
| 14. Juli 1992      | Countdown to Extinction                      | Capitol Records |
| 31. Oktober 1994   | Youthanasia                                  | Capitol Records |
| 18. Juli 1995      | Hidden Treasures (EP)                        | Capitol Records |
| 17. Juni 1997      | Cryptic Writings                             | Capitol Records |
| November 1998      | Cryptic Sounds - No Voices in Your Head (EP) | Capitol Records |
| 31. August 1999    | Risk                                         | Capitol Records |

### Solo
| Veröffentlichung   | Titel               | Plattenfirma             | Platzierung |
| ------------------ | ------------------- | ------------------------ | ----------- |
| 8. August 1988     | Dragon's Kiss       | Shrapnel Records         |             |
| 17. November 1992  | Scenes              | Shrapnel Records         |             |
| 1995               | Introduction        | Roadrunner Records       |             |
| 8. Oktober 1996    | True Obsessions     | Shrapnel Records         |             |
| 25. Dezember 2002  | Music for Speeding  | Favored Nations          |             |
| 28. Juni 2006      | Loudspeaker         | Shrapnel                 |             |
| 20. September 2006 | Kick Ass Rock       | Sony Music Entertainment |             |
| 12. März 2008      | Future Addict       | Avex Group               | JP: #155    |
| 20. Mai 2009       | Tokyo Jukebox       | Avex Group               | JP: #75     |
| 25. Dezember 2010  | BAD D.N.A           | Avex Group               | JP: #256    |
| 14. September 2011 | Tokyo Jukebox 2     | Avex Group               | JP: #223    |
| 2014               | Inferno             | Prosthetic Records       |             |
| 2017               | Wall of Sound       | Prosthetic Records       |             |
| 2018               | One Bad M.F. Live!! | Prosthetic Records       |             |
| 2021               | Tokyo Jukebox 3     | Avex                     |             |
| 2024               | Drama               | Frontiers/Membran        |             |